# Lac Escondido (Río Negro)
Pour les articles homonymes, voir Lac Escondido.
Le Lac Escondido (en français : Lac Caché) est un lac andin d'origine glaciaire situé en Argentine, à l'ouest de la province de Río Negro, dans le département de Bariloche, en Patagonie. 
Il se trouve dans la Cordillère des Andes à quelque 35 km au nord-nord-ouest de la localité d'El Bolsón. 

## Géographie
Le lac s'allonge d'ouest en est sur 9 km avec une largeur maximale de 1,5 km. Il se subdivise en deux cuvettes séparées par un détroit large de 180 m. Son bassin versant a une superficie de 142 km2. Il reçoit par son extrémité ouest l'émissaire d'une chaîne de lacs située au sud-ouest et comprenant le lac Montes, le lac Soberanía et un troisième lac « sans nom ». Cet émissaire constitue son tributaire principal. 
La profondeur maximale du lac est de 94 mètres dans la cuvette occidentale. 
Le lac est entouré de cordons montagneux d'une hauteur moyenne de 1800 mètres, parmi lesquels le Cerro Ventisquero, haut de 2298 mètres.

## Émissaire
Son émissaire est le río Escondido, qui naît à son extrémité orientale. Il a un débit annuel moyen de près de 13 m3/s et se jette dans le río Foyel en rive gauche. Ce dernier est lui-même l'affluent le plus important du río Manso (en rive gauche) et appartient donc au bassin du río Puelo (versant du Pacifique).